# Carol Channing
Carol Channing (Seattle, 31 gennaio 1921 – Palm Springs, 15 gennaio 2019) è stata un'attrice e cantante statunitense.
È conosciuta per aver dato vita, a Broadway, al personaggio di Lorelei Lee nella commedia musicale Gli uomini preferiscono le bionde e alla vedova Dolly Gallagher Levi in Hello, Dolly!.
Vinse tre Tony Award (incluso un 
Lifetime Achievement Tony Award), un Golden Globe e ottenne una candidatura per un Oscar per il film Millie.

## Biografia

### Infanzia e studi
La Channing nacque a Seattle (Washington), unica figlia di George Channing, il cui vero nome era George Christian Stucker, cambiato poi dopo la nascita di Carol, e di Adelaide Glaser. Suo padre era un editore del Seattle Star, la cui carriera da giornalista portò la famiglia a trasferirsi a San Francisco quando la Channing aveva solo due settimane di vita. Suo padre George divenne poi un professionista di scienza cristiana e insegnante. Carol frequentò l'Aptos Middle School e la Lowell High School di San Francisco. Alla Lowell, fu membro della famosa Lowell Forensic Society, il gruppo di discussione liceale più vecchio della nazione.
A quanto dicono le memorie di Carol, quando lasciò la sua casa per frequentare il Bennington College nel Vermont, sua madre la informò che suo padre, che Carol credeva fosse nato nel Rhode Island, in realtà nacque ad Augusta (Georgia), da un padre di origini tedesche e da un'afroamericana. Secondo Carol, sua madre le rivelò questo fatto in modo che lei non rimanesse sorpresa nel caso in cui "avesse avuto un figlio di colore". La Channing conservò questo segreto per evitare qualunque problema a Broadway o a Hollywood. Lo rivelò soltanto nella sua autobiografia, Just Lucky I Guess, pubblicata nel 2002, che contiene una fotografia della madre, ma nessuna fotografia del padre o del figlio. Il suo libro riporta inoltre che il certificato di nascita del padre andò distrutto in un incendio. (Il 4 novembre 2002 il Jet magazine riportò in un servizio, basato sulla sua autobiografia, che il padre di Carol Channing era afroamericano).

### Carriera
Carol Channing debuttò a Broadway nel 1941, come sostituta di Eve Arden nel musical Let's Face It!. Sette anni dopo tornò sulle scene di Broadway con un ruolo regolare da non protagonista in Lend an Ear, per cui vinse il Theatre World Award. Fu notata dal caricaturista e illustratore Al Hirschfeld, di cui divenne uno dei soggetti preferiti: l'immagine della Channing sul programma di sala ebbe un successo ben oltre la produzione teatrale, la rese un volto riconoscibile che le fece ottenere il suo ruolo successivo. Nel 1949 ottenne il ruolo di Lorelei Lee nel musical di Jule Styne Gli uomini preferiscono le bionde, che le portò il successo e la canzone Diamonds Are a Girl's Best Friend, di cui fu la prima interprete. Negli anni cinquanta cominciò a lavorare anche in televisione e ottenne la sua prima candidatura al Tony Award alla miglior attrice protagonista in un musical per la sua interpretazione in The Vamp a Broadway.

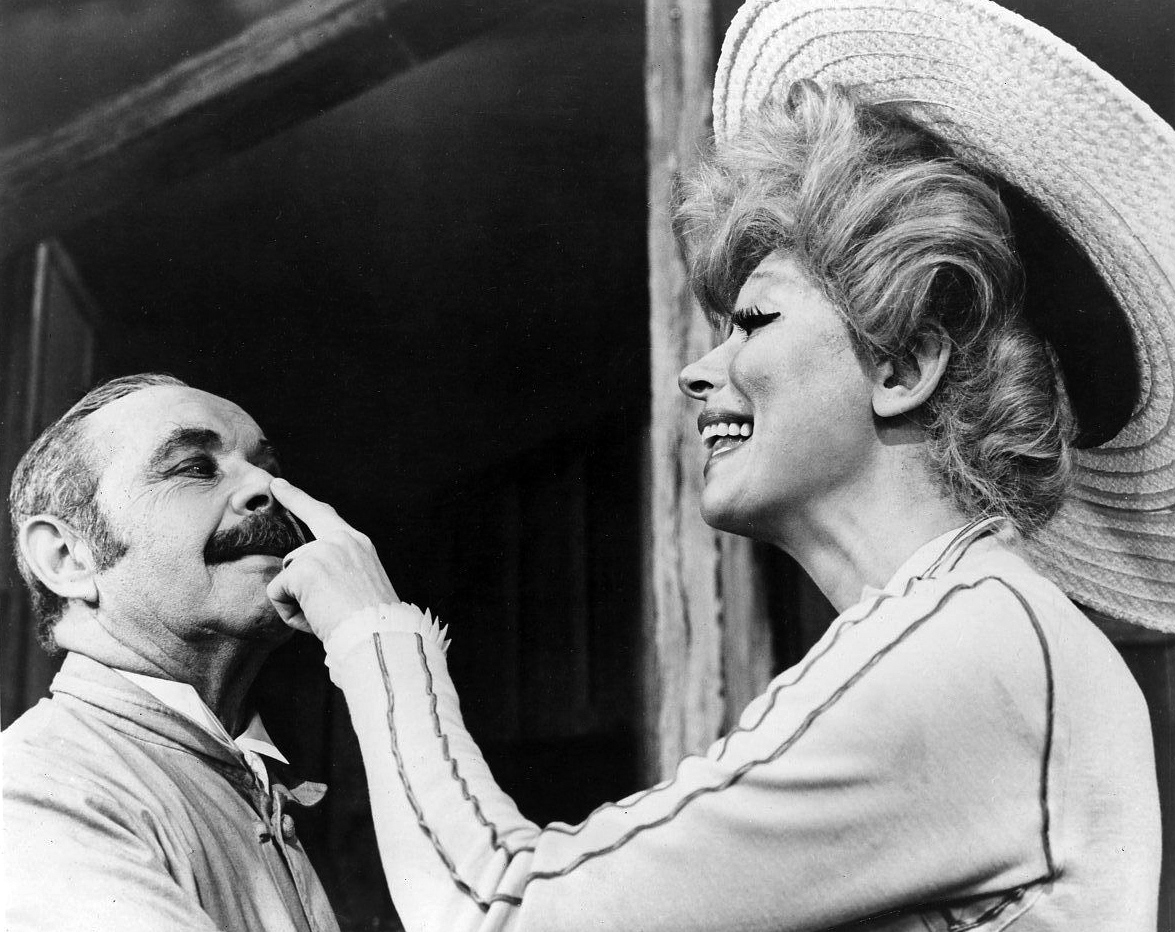
David Burns e Channing in Hello, Dolly! (1964)

Dopo una seconda candidatura per Show Girl nel 1961, la Channing vinse il premio per la sua interpretazione nel ruolo di Dolly Gallagher Levi, protagonista nel musical Hello, Dolly! di Jerry Herman e Michael Stewart, che debuttò a Broadway nel 1964, fu uno straordinario successo e rimase in scena per oltre tremila repliche, diventando il musical più longevo della storia di Broadway. La Channing ottenne riconoscimenti, recensioni entusiastiche e inviti ad esibirsi in sedi prestigiose come la Casa Bianca; divenne una delle attrici preferite di Lady Bird Johnson.
Negli anni cinquanta aveva affiancato alla carriera televisiva e teatrale anche quella cinematografica. Sul grande schermo ottenne il suo più grande successo con Millie (1967), diretto da George Roy Hill e con Julie Andrews nel ruolo della protagonista. Per la sua interpretazione nel ruolo di Muzzy, la Channing vinse il Golden Globe per la migliore attrice non protagonista e fu candidata all'Oscar alla miglior attrice non protagonista.

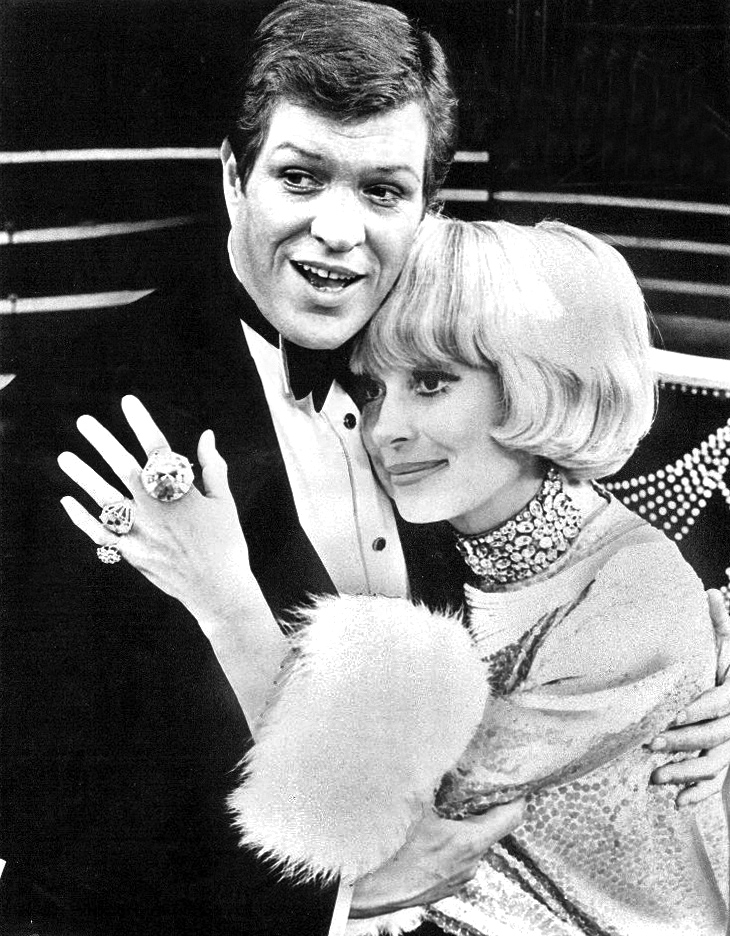
Peter Balmer e Carol Channing in Lorelai a Broadway, 1973

Dopo Millie tornò a Broadway con Lorelei (1974) e vesti nuovamente i panni di Dolly in Hello, Dolly!, in tournée negli Stati Uniti nel 1977, di nuovo a Broadway nel 1978 e a Londra nel 1979. Interpretò nuovamente l'eccentrica vedova in un tour del 1982, in uno del 1994, a Broadway nel 1995 e in una tournée d'addio nel 1996. La sua ultima volta come Dolly fu il 23 febbraio 1997 e, fino a quel momento, aveva già ricoperto il ruolo in oltre cinquemila repliche.
Morì per cause naturali nella sua casa in California il 15 gennaio 2019; in suo onore le luci di Broadway furono spente per un minuto.

## Vita privata
Channing si sposò quattro volte. Il primo marito fu Theodore Naidish, uno scrittore di origine ebrea che lei sposò nel 1941 a 20 anni. Abitavano a Brighton Beach nel quartiere di Brooklyn a New York City.  Imparò a parlare fluentemente yiddish. Hanno divorziato dopo cinque anni.
Il secondo marito fu Alexander F. Carson, noto come Axe, o "The Murderous Ax", giocatore nella squadra di football canadese degli Ottawa Rough Riders e in seguito anche un detective privato. Si sposarono nel 1950 e divorziarono nel settembre 1956. Ebbero un figlio di nome Channing Carson.
Nel settembre 1956 Channing sposò il suo manager e pubblicista Charles Lowe. Channing ha chiesto il divorzio nel 1998, ma suo marito morì prima che il divorzio fosse finalizzato.
Dopo la morte di Lowe e fino a poco prima del suo quarto matrimonio, ebbe come compagno Roger Denny, un decoratore d'interni. Nel 2003, durante la registrazione dell'audiolibro della sua autobiografia Just Lucky, I Guess, alla VideoActive Productions a New York, prodotta e diretta da Steve Garrin, incontrò il suo "fidanzatino" delle scuole medie, Harry Kullijian: si sposarono il 10 maggio 2003. In seguito si esibirono nella loro vecchia scuola media in un benefit per la scuola. Hanno anche promosso l'educazione artistica nelle scuole della California attraverso la loro Dr. Carol Channing e Harry Kullijian Foundation. La coppia risiedeva sia a Modesto che a Rancho Mirage, sempre in California. Harry Kullijian è morto il 26 dicembre 2011, alla vigilia del suo 92º compleanno.
Channing, guarita da un cancro alle ovaie, aveva abitudini alimentari particolari. Nel 1978, ha detto di non mangiare cibo preparato nei ristoranti, preferendo solo cibo biologico. Quando era invitata, portava con sé diversi contenitori sigillati con il proprio cibo, come zucchine o sedano tritato. Non beveva bevande alcoliche di nessun tipo.

## Filmografia parziale

### Cinema
- Vita di una commessa viaggiatrice (The First Traveling Salesday), regia di Arthur Lubin (1956)
- Millie (Thoroughly Modern Millie), regia di George Roy Hill (1967)
- Skidoo, regia di Otto Preminger (1968)
- Sgt. Pepper's Lonely Hearts Club Band, regia di Michael Schultz (1978)

### Televisione
- Playhouse 90 - serie TV, 1 episodio (1957)
- The Red Skelton Show - serie TV, 2 episodi (1957)
- The George Burns Show - serie TV, 2 episodi (1959)
- Love Boat (The Love Boat) - serie TV, 8 episodi (1981-1987)
- La tata (The Nanny) - serie TV, episodio 1x02 (1993)
- La legge di Burke (Burke's Law) - serie TV, 1 episodio (1994)
- The Drew Carey Show - serie TV, 1 episodio (1997)
- Il tocco di un angelo (Touched by an Angel) - serie TV, 1 episodio (1997)
- Questione di stile (Style and Substance) - serie TV, 1 episodio (1998)
- RuPaul's Drag Race - reality show, 1 episodio (2006)

### Doppiaggio
- Shinbone Alley (Mehitabel), regia di John David Wilson (1971)
- Biancaneve - E vissero felici e contenti (Happily Ever After. Snow White's Greatest Adventure), regia di John Howley (1988)
- Cip & Ciop agenti speciali (Chip 'n Dale Rescue Rangers) - serie TV, 2 episodi (1990)
- Where's Wally? - serie TV, 13 episodi (1991)
- La famiglia Addams (The Addams Family) - serie TV, 15 episodi (1992-1993)
- 2 cani stupidi (2 Stupid Dogs) - serie TV, 2 episodi (1993)
- Thumbelina - Pollicina (Thumbelina), regia di Don Bluth e Gary Goldman (1994)
- Allacciate le cinture! Viaggiando si impara (The Magic School Bus) - serie TV, 1 episodio (1994)
- I Griffin (Family Guy) - serie TV, 1 episodio (2006)

## Teatro
- No for an Answer, Mecca Temple di New York (1941)
- Let's Face It!, Imperial Theatre di Broadway (1941)
- Proof Thro' the Night, Morosco Theatre di Broadway (1942)
- Lend an Ear, Mansfield Theatre di Broadway (1948)
- Gentlemen Prefer Blondes, Ziegfeld Theatre di Broadway (1949)
- Gentlemen Prefer Blondes, tour statunitense (1952)
- Pigmalione, Ivoryton Playhouse di Essex (1953)
- Wonderful Town, Winter Garden Theatre di Broadway (1954)
- Wonderful Town, tour statunitense (1954)
- The Vamp, Winter Garden Theatre di Broadway (1955)
- Show Business, tour statunitense (1959)
- Show Girl, Eugene O'Neill Theatre di Broadway (1961)
- La miliardaria, Brown Theatre di Louisville (1963)
- Hello, Dolly!, St James Theatre di Broadway (1964)
- Hello, Dolly!, tour statunitense (1966)
- Four on a Garden, Broadhurst Theatre di Broadway (1971)
- Lorelei, Palace Theatre di Broadway (1973)
- Julie's Friends at the Palace, Palace Theatre di Broadway (1974)
- The Bed Before Yesterday (1976)
- Hello, Dolly!, Lunt-Fontanne Theatre di Broadway e tour USA (1978)
- Hello, Dolly!, Theatre Royal Drury Lane di Londra (1979)
- Sugar Babies, tour statunitense (1980)
- Jerry's Girls, tour statunitense (1984)
- Legends!, tour statunitense (1985)
- Hello, Dolly!, Lunt-Fontanne Theatre di Broadway e tour USA (1995)
- Carol Channing: The First Eighty Years Are the Hardest, Feinstein's at the Regency (2005)

## Riconoscimenti
- Premio Oscar
  - 1968 – Candidatura alla miglior attrice non protagonista per Millie
- Golden Globe
  - 1968 – Migliore attrice non protagonista per Millie
- Grammy Award
  - 1991 – Candidatura al miglior album per bambini per Prokofiev: Peter and the Wolf; A Zoo Called Earth/Gerald McBoing Boing
  - 2002 – Grammy Hall of Fame Award
- Premio Laurence Olivier
  - 1979 – Candidatura alla migliore attrice in un musical per Hello, Dolly!
- Tony Award
  - 1956 – Candidatura alla miglior attrice protagonista in un musical per The Vamp
  - 1961 – Candidatura alla miglior attrice protagonista in un musical per Show Girl
  - 1964 – Miglior attrice protagonista in un musical per Hello, Dolly!
  - 1968 – Speciale Tony Award
  - 1974 – Candidatura alla miglior attrice protagonista in un musical per Lorelai
  - 1995 – Premio alla carriera

## Doppiatrici italiane
Nelle versioni in italiano dei suoi film Carol Channing è stata doppiata da:
- Rosetta Calavetta in Millie
- Claudia Balboni in Millie (ridoppiaggio)

Da doppiatrice è sostituita da:
- Elsa Camarda in Biancaneve - E vissero felici e contenti
- Tiziana Avarista in Thumbelina - Pollicina
- Isa Di Marzio in La famiglia Addams